# Lijst van voetbalinterlands Bahrein - Jemen
Deze lijst van voetbalinterlands is een overzicht van alle officiële voetbalwedstrijden tussen de nationale teams van Bahrein en Jemen. De landen hebben tot op heden negentien keer tegen elkaar gespeeld. De eerste ontmoeting, een wedstrijd tijdens de Aziatische Spelen 1994, werd gespeeld in Hiroshima (Japan) op 1 oktober 1994. Het laatste duel, een groepswedstrijd tijdens de Golf Cup of Nations 2024, vond plaats op 28 december 2024 in Koeweit.

## Wedstrijden
| №  | Plaats    | Datum            | Competitie                 | Wedstrijd       | Uitslag |
| -- | --------- | ---------------- | -------------------------- | --------------- | ------- |
| 1  | Hiroshima | 1 oktober 1994   | Aziatische Spelen 1994     | Jemen – Bahrein | 0 – 2   |
| 2  | Koeweit   | 21 december 2002 | Arab Nations Cup 2002      | Bahrein – Jemen | 3 – 1   |
| 3  | Koeweit   | 30 december 2003 | Golf Cup of Nations 2003   | Bahrein – Jemen | 5 – 1   |
| 4  | Doha      | 11 december 2004 | Golf Cup of Nations 2004   | Bahrein – Jemen | 1 – 1   |
| 5  | Dubai     | 12 januari 2007  | Vriendschappelijk          | Bahrein – Jemen | 4 – 0   |
| 6  | Riffa     | 26 januari 2008  | Vriendschappelijk          | Bahrein – Jemen | 2 – 1   |
| 7  | Riffa     | 18 november 2009 | Azië Cup 2011 kwalificatie | Bahrein – Jemen | 4 – 0   |
| 8  | Sanaa     | 20 januari 2010  | Azië Cup 2011 kwalificatie | Jemen – Bahrein | 3 – 0   |
| 9  | Jeddah    | 26 juni 2012     | Arab Nations Cup 2012      | Bahrein – Jemen | 0 – 2   |
| 10 | Farwaniya | 9 december 2012  | West-Azië Cup 2012         | Bahrein – Jemen | 1 – 0   |
| 11 | Sharjah   | 6 februari 2013  | Azië Cup 2015 kwalificatie | Jemen − Bahrein | 0 − 2   |
| 12 | Riffa     | 19 november 2013 | Azië Cup 2015 kwalificatie | Bahrein − Jemen | 2 − 0   |
| 13 | Riyad     | 13 november 2014 | Golf Cup of Nations 2014   | Jemen − Bahrein | 0 − 0   |
| 14 | Doha      | 8 september 2015 | WK 2018 kwalificatie       | Jemen − Bahrein | 0 − 4   |
| 15 | Riffa     | 24 maart 2016    | WK 2018 kwalificatie       | Bahrein − Jemen | 3 − 0   |
| 16 | Koeweit   | 26 december 2017 | Golf Cup of Nations 2017   | Jemen − Bahrein | 0 − 1   |
| 17 | Abha      | 16 november 2023 | WK 2026 kwalificatie       | Jemen − Bahrein | 0 − 2   |
| 18 | Riffa     | 6 juni 2024      | WK 2026 kwalificatie       | Bahrein − Jemen | 0 − 0   |
| 19 | Koeweit   | 28 december 2024 | Golf Cup of Nations 2024   | Bahrein − Jemen | 1 − 2   |

## Samenvatting
| Competitie            | Totaal gespeeld | Winst Bahrein | Gelijk | Winst Jemen | Doelsaldo Bahrein – Jemen |
| --------------------- | --------------- | ------------- | ------ | ----------- | ------------------------- |
| WK-kwalificatie       | 4               | 3             | 1      | 0           | 9 − 0                     |
| Azië Cup-kwalificatie | 4               | 3             | 0      | 1           | 8 − 3                     |
| Golf Cup of Nations   | 5               | 2             | 2      | 1           | 8 − 4                     |
| Arab Nations Cup      | 2               | 1             | 0      | 1           | 3 − 3                     |
| West-Azië Cup         | 1               | 1             | 0      | 0           | 1 − 0                     |
| Aziatische Spelen     | 1               | 1             | 0      | 0           | 2 − 0                     |
| Vriendschappelijk     | 2               | 2             | 0      | 0           | 6 − 1                     |
| Totaal                | 19              | 13            | 3      | 3           | 37 − 11                   |

Wedstrijden bepaald door strafschoppen worden, in lijn met de FIFA, als een gelijkspel gerekend.
BFA · A-internationals · Bondscoaches · Statistieken · Bahreins vrouwenelftal · Bahrein U21 · Bahrein U20 · Bahrein U19 · Bahrein U18 · Bahrein U17
1966 – 1979 · 
1980 – 1989 · 
1990 – 1999 · 
2000 – 2009 · 
2010 – 2019 ·
2020 − 2029
Asian Cup 2004 · 
Asian Cup 2007 · 
Asian Cup 2011
1966 · 
1967 · 1968 · 1969 · 
1970 · 
1971 · 
1972 · 
1973 · 
1974 · 
1975 · 
1976 · 
1977 · 
1978 · 
1979 · 
1980 · 
1981 · 
1982 · 
1983 · 
1984 · 
1985 · 
1986 · 
1987 · 
1988 · 
1989 · 
1990 · 
1991 · 
1992 · 
1993 · 
1994 · 
1995 · 
1996 · 
1997 · 
1998 · 
1999 · 
2000 · 
2001 · 
2002 · 
2003 · 
2004 · 
2005 · 
2006 · 
2007 · 
2008 · 
2009 · 
2010 · 
2011 · 
2012 ·
2013 ·
2014 ·
2015 ·
2016 ·
2017 ·
2018 ·
2019 ·
2020 ·
2021 ·
2022 ·
2023 ·
2024
Albanië ·
Algerije ·
Angola ·
Australië ·
Azerbeidzjan ·
Bangladesh ·
Bosnië en Herzegovina ·
Bukina Faso ·
Burundi ·
Cambodja ·
Canada ·
China ·
Colombia ·
Congo-Kinshasa ·
Curaçao ·
Egypte ·
Filipijnen ·
Finland ·
Guinee ·
Haïti ·
Hongkong ·
IJsland ·
India ·
Indonesië ·
Irak ·
Iran ·
Japan ·
Jemen ·
Jordanië ·
Kaapverdië ·
Kazachstan ·
Kenia ·
Kirgizië ·
Koeweit ·
Letland ·
Libanon ·
Libië ·
Malediven ·
Maleisië ·
Marokko ·
Mauritanië ·
Myanmar ·
Nepal ·
Nieuw-Zeeland ·
Noord-Korea ·
Noord-Macedonië ·
Noorwegen ·
Oeganda ·
Oekraïne ·
Oezbekistan ·
Oman ·
Pakistan ·
Palestina ·
Panama ·
Paraguay ·
Qatar ·
Saoedi-Arabië ·
Servië ·
Singapore ·
Soedan ·
Sri Lanka ·
Syrië ·
Tadzjikistan ·
Taiwan ·
Thailand ·
Togo ·
Trinidad en Tobago ·
Tsjaad ·
Tunesië ·
Turkmenistan ·
Verenigde Arabische Emiraten ·
Vietnam ·
Wit-Rusland ·
Zimbabwe ·
Zuid-Jemen ·
Zuid-Korea ·
Zweden
YFA · A-internationals
1984 – 1989 · 
1990 – 1999 · 
2000 – 2009 · 
2010 – 2019 ·
2020 − 2029
Bahrein ·
Bangladesh ·
Bhutan ·
Brunei ·
Cambodja ·
China ·
Comoren ·
Djibouti ·
Egypte ·
Eritrea ·
Ethiopië ·
Filipijnen ·
Finland ·
Hongkong ·
India ·
Indonesië ·
Irak ·
Iran ·
Japan ·
Jordanië ·
Kenia ·
Kirgizië ·
Koeweit ·
Libanon ·
Libië ·
Malawi ·
Malediven ·
Maleisië ·
Marokko ·
Mauritanië ·
Mongolië ·
Nepal ·
Noord-Korea ·
Oeganda ·
Oezbekistan ·
Oman ·
Pakistan ·
Palestina ·
Qatar ·
Saoedi-Arabië ·
Singapore ·
Soedan ·
Sri Lanka ·
Syrië ·
Tadzjikistan ·
Tanzania ·
Thailand ·
Tsjaad ·
Turkmenistan ·
Verenigde Arabische Emiraten ·
Vietnam ·
Zambia ·
Zuid-Korea